# Клонішев
Клонішев (пол. Kłoniszew) — село в Польщі, у гміні Задзім Поддембицького повіту Лодзинського воєводства.
Населення — 180 осіб (2011).
У 1975-1998 роках село належало до Серадзького воєводства.

## Демографія
Демографічна структура станом на 31 березня 2011 року:
|          | Загалом | Допрацездатний вік | Працездатний вік | Постпрацездатний вік |
| -------- | ------- | ------------------ | ---------------- | -------------------- |
| Чоловіки | 91      | 18                 | 54               | 19                   |
| Жінки    | 89      | 14                 | 49               | 26                   |
| Разом    | 180     | 32                 | 103              | 45                   |